# Parsowo
Parsowo (do 1945 r. niem.: Parsow) – wieś w Polsce położona w województwie zachodniopomorskim, w powiecie koszalińskim, w gminie Biesiekierz.
Według danych z 31 grudnia 2005 r. wieś miała 304 mieszkańców.
Parsowo to miejscowość o charakterze turystycznym. Pobliski zabytkowy kościół. W okolicach Parsowa rośnie również ok. 200-letni dąb szypułkowy o obwodzie 7 m. i wysokości 23 m.
Obecnie na terenie wsi znajduje się punkt biblioteczny oraz świetlica wiejska, przy której działa zespół taneczny „Deja vu”. Organizowane są tu przedsięwzięcia kulturalne, szkolenia i spotkania mieszkańców.

## Historia
Siedziba rycerska i wieś Parsowo wymieniona została po raz pierwszy w dokumencie księcia Kazimierza I z 1172 roku. W XIII wieku Parsowo przeszło w posiadanie rodziny rycerskiej von Parsow (do 1658 roku), następnie w ręce starego rodu pomorskiego von Heydenbreck.
W latach 1764–1772 cały majątek stopniowo odkupił Fryderyk Wilhelm von Gerlach, którego pomnik nagrobny zachował się w ruinach rodowego cmentarza (cmentarz obecnie w części odbudowany).

## Zespół pałacowo-parkowy
Obecny wygląd zespołu pałacowo-parkowego z  pałacem zawdzięcza kolejnym potomkom rodu von Gerlach. Pałac późnobarokowy z końca XVIII w., piętrowy. Budowlę poszerzają skrajne pawilony, w narożach masywne przypory w kształcie ośmiobocznych wież. Elewacja główna na osi fasady z półkolistym ryzalitem z głównym wejściem, nad którym znajduje się kartusz z herbem rodziny von Gerlach, właścicieli od 1764. Natomiast od strony ogrodu ganek. Po 1974 roku rozpoczęto remont obiektu. Obecnie pałac pełni funkcję Domu Pomocy Społecznej dla osób starszych, przewlekle chorych somatycznie. Na pomysł założenia w tym pałacu Domu Pomocy Społecznej wpadł Anselm Młodzik, założyciel i wieloletni dyrektor placówki. Dzięki niemu powstał DPS, który również dzięki niemu został wyremontowany i oddany do użytku w listopadzie 1992 roku. W 2008 roku po śmierci dyrektora, dom dostał imię Anselma Alojzego Młodzika. W parku przy pałacu rośnie buk zwyczajny czerwonolistny i jesion wyniosły, które liczą sobie ok. 170 lat, a także 200-letnie trzy zrośnięte jodły pospolite i 250-letni cis pospolity.

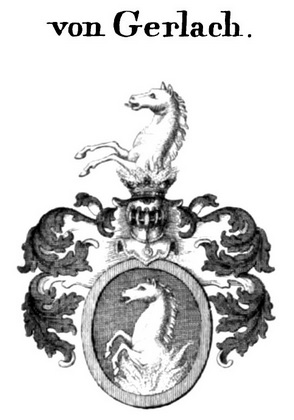
Herb von Gerlach
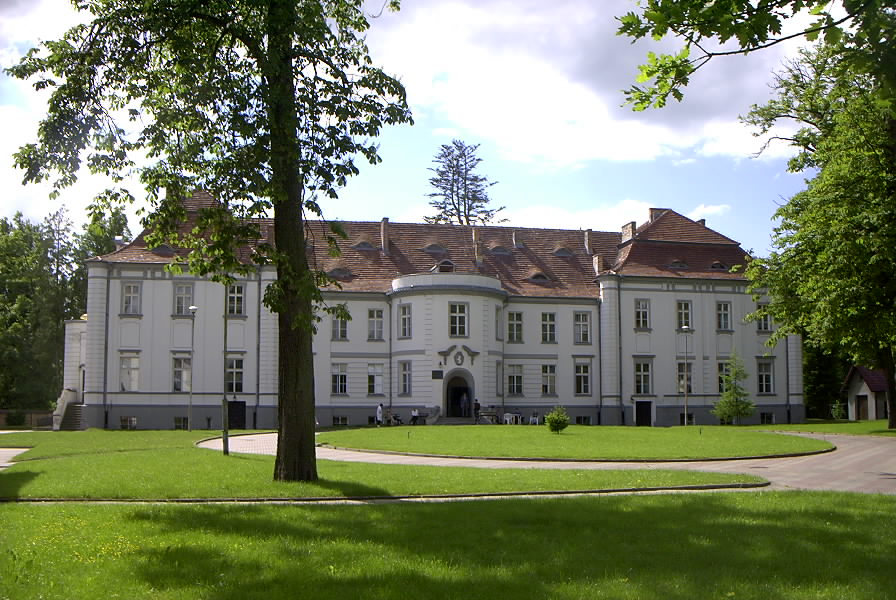
Ryzalit z herbem